# Dietrich Wilhelm von Schultz
Dietrich Wilhelm von Schultz (* 31. August 1733 in Stendal; † 9. November 1803 in Bernstadt in Schlesien) war preußischer Generalmajor, Kommandeur des Bosniaken-Korps und zuletzt Chef des Husarenregiments Nr. 3.

## Leben

### Herkunft
Er entstammte einer bürgerlichen Familie aus der Altmark. Seine Eltern waren der Bauinspektor und Senator in Stendal Jakob Schultze (* 26. November 1696) und dessen Ehefrau Katharina, geborene Belitz. Sein Bruder war der Generalmajor Johann Karl August von Schultz.

### Militärlaufbahn
Schultz kam 1758 während des Siebenjährigen Krieges als einfacher Husar in das Husarenregiment „Ruesch“. Dabei nahm er an den Schlachten von Zorndorf und Torgau sowie an dem Gefecht bei Kloster Gostyn und der Belagerung von Schweidnitz teil. In dieser Zeit wurde er 1761 Wachtmeister, stieg dann in die Offizierslaufbahn ein und wurde am 21. Januar 1762 Kornett und am 28. März 1762 Sekondeleutnant. Schultz diente dabei als Adjutant des Generals Daniel Friedrich von Lossow.
Nach dem Krieg wurde er am 19. März 1769 Premierleutnant und am 24. Mai 1770 Stabsrittmeister. Am 5. Juli 1770 wurde er zum Husarenregiment „Bosniaken“ versetzt. Dort wurde er am 2. Juni 1771 Rittmeister und Eskadronchef. Das Regiment nahm dann am Bayerischen Erbfolgekrieg teil. Schultz wurde am 12. Juni 1784 Major. Für seine Verdienste wurde er am 26. Januar 1787 in den Adelsstand erhoben. Am 2. Februar 1788 Kommandeur des Regiments, am 20. Mai 1791 Oberstleutnant mit Patent vom 1. Juni 1791 und am 16. Februar 1792 Oberst. Während des Kościuszko-Aufstands in Polen nahm er am Gefecht bei Kolno teil, wofür er am 13. Juni 1794 den Orden Pour le Mérite erhielt. Seine Ernennung zum Chef des Husarenregiments Nr. 3 folgte am 17. September 1797 und dazu am 20. Mai 1798 die Beförderung zum Generalmajor mit dem Patent zum 12. Juni 1798. Er starb am 9. November 1803 in Bernstadt in Schlesien.

### Familie
Der General war vermutlich zweimal verheiratet. Seine erste Frau ist unbekannt. Aus dieser Ehe stammt:
- Karl Wilhelm (* 13. Januar 1771; † 7. Mai 1838), Oberst a. D. im Husarenregiment Nr. 10

Er heiratete 1783 Sophie Luise Elisabeth von Collrepp, eine Tochter des Oberst von Collrepp aus dem Infanterie-Regiment Nr. 16. Das Paar hatte folgende Kinder:
- Anna Wilhelmine (* 1. Juni 1784) ⚭ N.N. von Mörner, Leutnant im Husarenregiment Nr. 3
- Caroline Juliane Amalie (* 17. März 1786; † 31. März 1825) ⚭ 26. Mai 1805 Johann Sigismund Karl von Tippelskirch (* 22. Mai 1772; † 1. Juli 1827), Hauptmann im Infanterieregiment Nr. 4[2][3] (Bruder von Ernst Ludwig von Tippelskirch)
- Dorothea Caroline Charlotte (* 6. April 1788) ⚭ 25. September 1811 Ernst Johann Karl von Collrepp, Hauptmann